# Corrida por Trieste
A Corrida por Trieste, também conhecida como Operação Trieste (em esloveno:  Tržaška operacija), foi uma batalha durante a Segunda Guerra Mundial que ocorreu no início de maio de 1945. Isso levou a uma vitória aliada conjunta dos Partidários Iugoslavos e da 2ª Divisão da Nova Zelândia e a uma ocupação conjunta de Trieste, mas as relações logo se deterioraram e levaram a uma disputa de nove anos pelo território de Trieste. Esta batalha também é considerada a última batalha em que uma força considerável de Chetniks lutou, já que 13.000 das tropas irregulares sob o comando de Momčilo Đujić se renderam às forças da Nova Zelândia sob o comando do tenente-general Sir Bernard Freyberg à medida que a batalha avançava.

## Prelúdio

### Frente Iugoslava
Os iugoslavos alcançaram um avanço após uma série de encontros difíceis ao longo da Frente Síria no final de 1944 e início de 1945. O recém-formado 4º Exército Iugoslavo, cujos elementos estiveram presentes na crucial Batalha de Knin, passou a maior parte da primavera avançando para o norte ao longo dos Alpes Dináricos a partir de seu local de concentração nas margens do Neretva com a intenção de alcançar o Isonzo e tomar Trieste sem ajuda dos Aliados Ocidentais, justificando assim uma reivindicação ao porto italiano de jure.
O 4º Exército foi liderado por Petar Drapšin, que já havia liderado o 8º Corpo incorporado até ser promovido ao posto de tenente-general.

### Frente Italiana
Na frente italiana, as forças aliadas ocidentais avançaram em direção a Trieste após romperem a Linha Gótica no início de março de 1945. Sob o comando do tenente-general Sir Bernard Freyberg, a 2ª Divisão da Nova Zelândia, tendo capturado Faença em 14 de dezembro de 1944, reorganizou-se na margem sul do rio Senio em 8 de abril de 1945. Lá fez uma pausa para se preparar para o que seria a ofensiva final dos Aliados na Itália. Após uma breve pausa, a divisão seguiu em frente, cruzando os rios Santerno, Gaiana, Idice e Pó. Eles tomaram Pádua em 28 de abril, cruzaram o Isonzo em 1º de maio e chegaram a Ronchi dei legionari, encontraram guerrilheiros do IX corpo esloveno e chegaram a Trieste no dia seguinte. Os neozelandeses chegaram bem a tempo de aceitar a rendição da última unidade alemã no forte San Giusto (cerca de 7.000 soldados), na cidade libertada por guerrilheiros locais e unidades do Quarto Exército Iugoslavo de Josip Tito. A 2ª divisão percorreu uma distância de 220km em menos de uma semana.  

### Situação dentro de Trieste

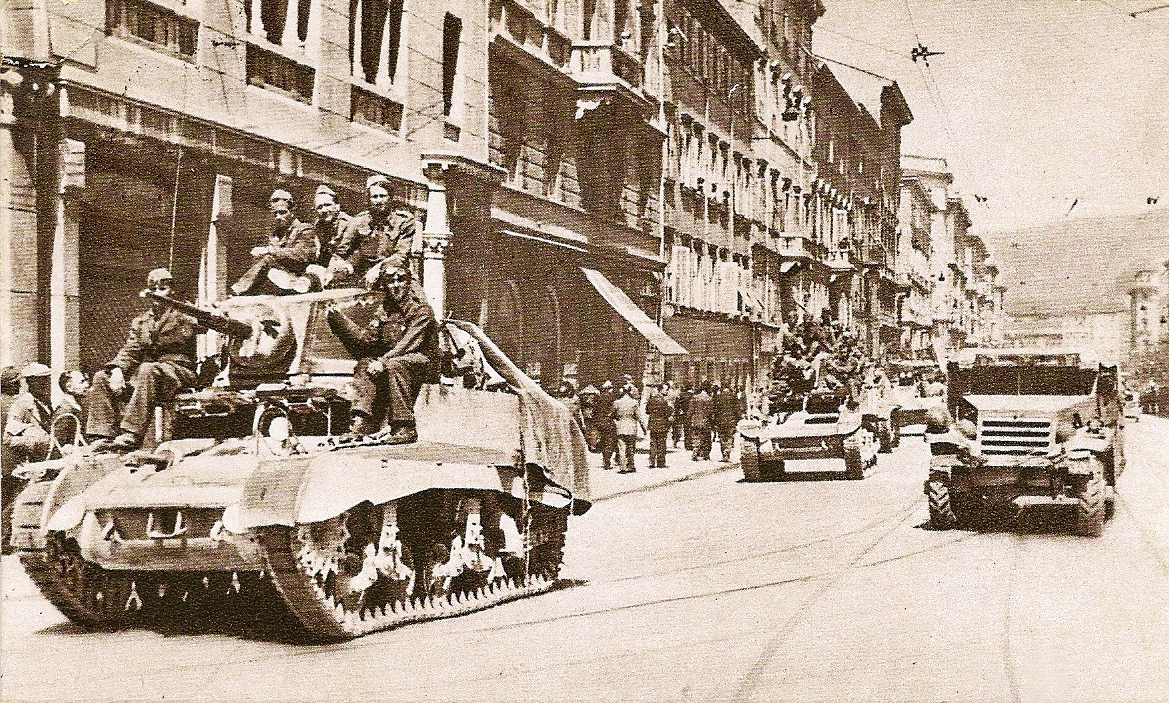
O exército de Tito em Trieste

As autoridades civis em Trieste, formalmente parte da República Social Italiana, embora sob controle alemão de facto através da Zona Operacional do Litoral Adriático, consistiam no prefeito Bruno Coceani e no podestà Cesare Pagnini. A Resistência Italiana estava ativa dentro da cidade através do Comitê de Libertação Nacional local, liderado pelo socialista Carlo Schiffrer, pelo democrata-cristão Edoardo Marzari, pelo membro do Partito d'Azione Ercole Miani e pelo membro do  Partido Liberal Antonio Selem. Os representantes do Partido Comunista Italiano retiraram-se da CLN local no Verão de 1944, na sequência de divergências sobre a cooperação com a Resistência Iugoslava (os comunistas eram a favor de uma aliança, enquanto os membros dos outros partidos temiam que os Jugoslavos visassem anexando Trieste à Iugoslávia).
No início de abril de 1945, Coceani propôs a Pagnini e, através deste, a Carlo Schiffrer, unir todas as forças italianas contra os iugoslavos, na tentativa de tentar conter o avanço das forças de Tito, permitindo assim que os Aliados Ocidentais os precedessem. na ocupação de Trieste. Alguns anos depois, Coceani escreveria que o próprio Benito Mussolini lhe dera a ordem para agir neste sentido: “A ordem dada pelo Duce foi estabelecer contacto com os expoentes do comité de libertação, com todos os partidos italianos, mesmo com o Comunistas, a fim de criar um bloco de forças italianas contra os desígnios anexionistas dos eslavos." Em 4 de abril de 1945, Coceani pediu apoio a Mussolini na defesa de Trieste, e com o mesmo propósito enviou emissários a Roma para entrar em contato com o governo monarquista do sul na tentativa de obter ajuda para a defesa do fronteira oriental. O almirante Raffaele de Courten, Chefe do Estado-Maior da Marinha Co-beligerante Italiana, havia respondido positivamente, e um desembarque de forças da Regia Marina, com o apoio da Decima Flottiglia MAS e de outras tropas do RSI, havia sido planejado, com ou sem intervenção aliada; o plano, entretanto, falhou devido à oposição britânica. No dia 10 de abril o prefeito Pagnini realizou uma reunião organizativa de quinhentos italianos na Câmara Municipal, com o objetivo de unir todas as forças italianas, evitando ataques aos alemães - que enquanto defendessem a cidade contra os iugoslavos seriam considerados aliados – e transferir todos os poderes para a CLN quando os alemães partirem. Foi decidido que os 1.800 homens da Guarda Cívica (polícia municipal de Trieste, convocada por Coceani em 1944) também teriam passado sob o comando da CLN.
No dia 28 de abril, Bruno Sambo, chefe do PRF local, entregou as armas do partido fascista à comissão de saúde pública de Coceani e concordou em substituir as insígnias do partido por fitas tricolores; naquela mesma noite algumas unidades policiais italianas saíram às ruas com as fitas tricolores, mas foram rapidamente desarmadas pelos alemães. Entretanto, porém, após longas discussões, a CLN local decidiu rejeitar as propostas de Coceani de unir forças contra os jugoslavos e decidiu agir contra os alemães. Na noite de 29 de abril, todas as tropas alemãs em Trieste receberam a ordem de Odilo Globočnik para retirarem-se em direção a Tolmezzo; Coceani informou o representante da CLN, Ercole Miani, e na manhã seguinte o Comité de Libertação Nacional proclamou uma insurreição geral contra os alemães. As tropas Carabinieri e Guardia di Finanza desertaram para a Resistência, Coceani renunciou e a CLN assumiu todos os poderes após confrontos contra as restantes tropas alemãs e fascistas.

## A Batalha

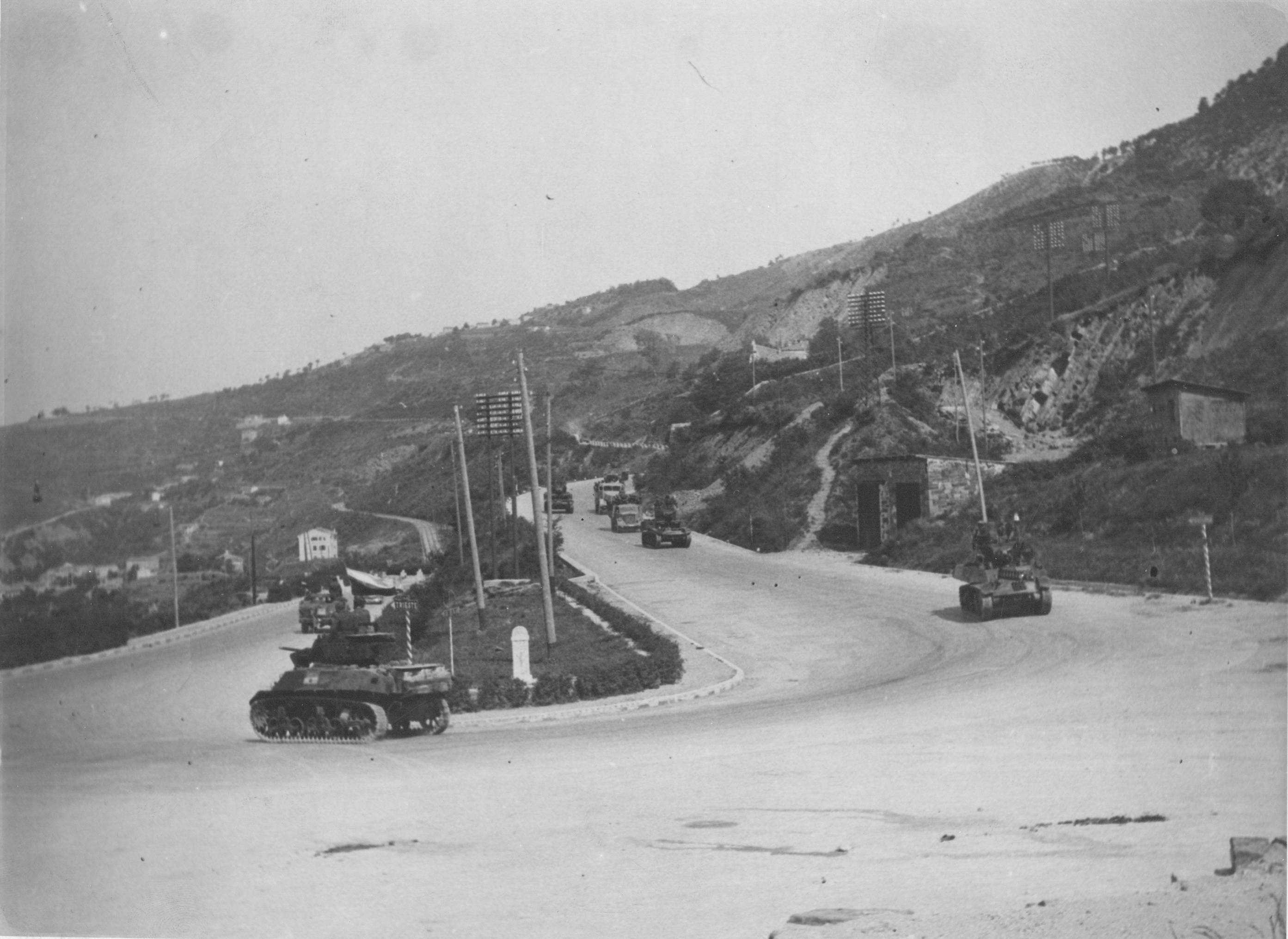
Partisans a caminho de Trieste

Em 30 de abril, os guerrilheiros cercaram totalmente a cidade portuária.  Eles começaram a avançar no dia 1º de maio com a ajuda de combatentes que se infiltraram na cidade antes da chegada da força principal.  Em 30 de abril, elementos da força iugoslava haviam tomado vários locais estratégicos da força de Globočnik, como a Universidade de Trieste, o tribunal e o hospital militar. Na manhã de 1º de maio, partes da força oriental romperam em Ricmanje e Botač e entraram na cidade. De acordo com relatórios iugoslavos, a resistência foi superada, exceto alguns bolsões isolados de alemães, concentrados em torno de Opčine e do porto. Na noite de 1º de maio, os guerrilheiros haviam tomado a fábrica de baterias de Elba e o parque Sabo, onde se juntaram a cerca de 50 antifascistas armados de Triestino. Lá, a 4ª Brigada da 9ª Divisão Dálmata se encontrou e atacou uma força de cerca de mil soldados alemães e chetniks. Na manhã de 2 de maio, isto culminou num tiroteio de duas horas seguido pela rendição da força inimiga.:281–283.429
No final de 2 de maio, com a chegada da força da Nova Zelândia, a maioria dos 13.000 irregulares Chetnik que auxiliavam os defensores alemães se renderam. A luta durou até o dia seguinte. Os restantes bolsões alemães no lado norte da cidade, sendo o maior deles o bolsão Opčine, renderam-se no final de 3 de maio.:282–283

## Consequências
A cidade foi ocupada conjuntamente pelos neozelandeses e guerrilheiros até junho de 1945, quando ficou sob o domínio de um governo militar provisório mandatado pela ONU, como uma disposição do Tratado de Paz com a Itália. Permaneceria um estado livre de facto até ser dividido entre os seus dois vizinhos em outubro de 1954. Isto foi posteriormente reafirmado no Tratado de Osimo, onde foi dividido de jure entre a Itália e a Iugoslávia.